# Филмографија Предрага Милетића
Ово је списак позоришних, телевизијских и филмских улога српског глумца Предрага Милетића. Каријеру је започео у Народно позориште у Нишу почетком 1970-их, а највећи део каријере провео је као члан ансамбла Народног позоришта у Београду, где је био ангажован и у Драми и у Опери. Остварио је преко 110 улога у различитим медијима.

## Позоришне улоге

### Народно позориште у Београду
Представе у Народном позоришту у Београду:
| Година   | Наслов                        | Аутор                           | Улога                                              |
| -------- | ----------------------------- | ------------------------------- | -------------------------------------------------- |
| 1981     | Величанствени рогоња          | Фернан Кромленк                 | Момак из Остверка / Човек из Осткерка              |
| 1982     | Мајстор и Маргарита           | Михаил Булгаков                 | Џелат / Егзекутор / Бенгалски                      |
| 1983     | Убише књаза                   | Милован Витезовић (?)           | Драгутин Жабарац, ађутант                          |
| 1984     | Кад су цветале тикве          | Драгослав Михаиловић            | Влада, брат Љубе Сретеновића / Суља                |
| 1985     | Мајстор и Маргарита (обнова?) | Михаил Булгаков                 | Бенгалски                                          |
| 1986     | Вечити младожења              | Јаков Игњатовић                 | Пуковник Здравковић                                |
| 1986     | Коштана                       | Борисав Станковић               | Хаџи Томин син Стојан                              |
| 1988     | Конак                         | Милош Црњански                  | Капетан Коста Јовановић                            |
| 1989     | Орестија                      | Есхил                           | Коровођа                                           |
| 1989     | Кањош Мацедоновић             | Вида Огњеновић                  | Кнез Антун                                         |
| 1989     | Ричард III                    | Вилијам Шекспир                 | Лорд Стенли                                        |
| 1991     | Сирано де Бержерак            | Едмонд Ростан                   | Кадет                                              |
| 1992     | Тврдица (Кир Јања)            | Јован Стерија Поповић           | Кир Дима                                           |
| 1992     | Рибарске свађе                | Карло Голдони                   | Кристе (Кристово)                                  |
| 1993     | Мушица                        | Анђело Беолко - Руцанте         | Барон фон дер Голц                                 |
| 1993     | Укроћена горопад              | Вилијам Шекспир                 | Биондело / Батиста                                 |
| 1994     | Побратим                      | Новица Савић                    | Вук / Мијат                                        |
| 1995     | Развојни пут Боре Шнајдера    | Александар Поповић              | Селимир                                            |
| 1995     | Идиот                         | Ф. М. Достојевски               | Генерал Иволгин                                    |
| 1997     | Сан летње ноћи                | Вилијам Шекспир                 | Робин гладница (Пук)                               |
| 2000     | Максим Црнојевић              | Лаза Костић                     | Војвода Илија Ликовић                              |
| 2002     | Велика драма                  | Синиша Ковачевић                | Поп Стојан / Ранко Мијовић, четник (активна улога) |
| 2004     | Зечији насип                  | Синиша Ковачевић                | Индустријалац / Тиосав, полицајац                  |
| 2005     | Коштана (обнова)              | Борисав Станковић               | Гркљан, отац Коштанин                              |
| 2008 (?) | Витамини                      | Вера Јон                        | Лекар                                              |
| 2004 (?) | Госпођа министарка (обнова)   | Бранислав Нушић                 | Риста Тодоровић (активна улога)                    |
| ?        | Косовска Хроника              | Милорад Павић                   | ?                                                  |
| ?        | Апис                          | Миодраг Илић                    | ?                                                  |
| 2018 (?) | Књига друга                   | Бранислав Нушић                 | Критичар журнала „Јутро“ (активна улога)           |
| 2022     | Године врана                  | Синиша Ковачевић                | Конобар Влада / Никола Пашић (активна улога)       |
| 2022     | Деца                          | Милена Марковић / Ирена Поповић | Деда Радован (активна улога)                       |

| Година   | Наслов                  | Композитор              | Улога                        | Позориште                    |
| -------- | ----------------------- | ----------------------- | ---------------------------- | ---------------------------- |
| 1984     | Рат и мир               | Сергеј Прокофјев        | Француски официр Рамбал      | Народно позориште у Београду |
| 1989     | Травијата               | Ђузепе Верди            | Маркиз д'Обињи               | Народно позориште у Београду |
| 1994 (?) | Чаробна фрула           | Волфганг Амадеус Моцарт | Свештеник / Оклопник (?)     | Народно позориште у Београду |
| ?        | Слепи миш               | Јохан Штраус Млађи      | Фрош, тамничар               | Народно позориште у Београду |
| ?        | Аида                    | Ђузепе Верди            | Првосвештеник Рамфис (?)     | Народно позориште у Београду |
| ?        | Тоска                   | Ђакомо Пучини           | Тамничар                     | Народно позориште у Београду |
| 2009 (?) | Весела удовица (обнова) | Франц Лехар             | Његош, амбасадорски саветник | Опера и театар Мадленијанум  |

### Улоге у другим позориштима
| Година  | Наслов                       | Аутор                          | Улога                       | Позориште                    |
| ------- | ---------------------------- | ------------------------------ | --------------------------- | ---------------------------- |
| 1972    | Поп Ћира и поп Спира         | Стеван Сремац                  | ?                           | Народно позориште у Нишу     |
| ?       | Зона Замфирова               | Стеван Сремац                  | ?                           | Народно позориште у Нишу     |
| ?       | Уска стаза до дубоког севера | Едвард Бонд (?)                | ?                           | Народно позориште у Нишу     |
| 1978/79 | Ла мама                      | Андре Русин                    | Антоније                    | Позориште на Теразијама      |
| 1979    | Спортинг Лајф                | Братислав Петковић             | Спортиста                   | Београдско драмско позориште |
| ?       | Беле руже за Дубљанску улицу | Миодраг Зупанц                 | ?                           | Београдско драмско позориште |
| 1980    | Харолд и Мод                 | Колин Хигинс                   | Баштован                    | Београдско драмско позориште |
| 1989    | Кањош Мацедоновић            | Вида Огњеновић                 | Радо                        | Будва Град театар            |
| 1993    | Мушица                       | А. Б. Руцанте                  | Тонин, војник               | „З“ Позориште                |
| ?       | Шумовање                     | ?                              | ?                           | Позориште „Под разно“        |
| 2012    | Ребека                       | Михаел Кунце / Силвестер Леваи | Пуковник Џулијан            | Опера и театар Мадленијанум  |
| 2018    | Цигани лете у небо           | Емил Лотеану / Евгениј Дога    | Капетан Владимир Булат Шмид | Позориште на Теразијама      |

## Телевизијске улоге
| Година    | Наслов                              | Улога                                       | Напомена               |
| --------- | ----------------------------------- | ------------------------------------------- | ---------------------- |
| 1979      | Личне ствари                        |                                             | ТВ филм                |
| 1981      | Седам секретара СКОЈ-а              |                                             | ТВ серија (3 еп.)      |
| 1983      | Карађорђева смрт                    |                                             | ТВ филм                |
| 1984      | Камионџије опет возе (Камионџије 2) | Судија                                      | ТВ серија (1 еп.)      |
| 1984      | Бањица                              |                                             | ТВ серија (1 еп.)      |
| 1984      | Балкан експрес                      | Немачки официр Герд                         | ТВ серија (3 еп.)      |
| 1986      | Сиви дом                            | Момак са плакатом                           | ТВ серија (1 еп.)      |
| 1987–1988 | Вук Караџић                         | Милоје / Милош Стојићевић Поцерац           | ТВ серија (5 еп.)      |
| 1988      | Роман о Лондону                     | Шеф полиције                                | ТВ мини-серија (2 еп.) |
| 1988      | Четрдесет осма — Завера и издаја    | Титоиста                                    | ТВ филм                |
| 1989      | Балкан експрес 2                    | Немац                                       | ТВ серија (7 еп.)      |
| 1989      | Другарица министарка                |                                             | ТВ серија (1 еп.)      |
| 1993      | Рај                                 |                                             | ТВ филм                |
| 1995      | Крај династије Обреновић            | Пуковник Соларевић                          | ТВ серија (2 еп.)      |
| 1995      | Отворена врата                      | Пијанац                                     | ТВ серија (1 еп.)      |
| 1996      | Срећни људи                         | Конобар                                     | ТВ серија (1 еп.)      |
| 1997      | Мала школа живота                   | Мајстор Њутн / Певајући кувар / разне улоге | ТВ серија              |
| 1997      | Грозница суботње вечери             |                                             | ТВ серија (1 еп.)      |
| 1998–2002 | Породично благо                     | Конобар у ресторану / Инспектор             | ТВ серија (3 еп.)      |
| 2004      | Трагом Карађорђа                    | Стеван Синђелић                             | ТВ серија (3 еп.)      |
| 2004      | Јелена                              | Чувар                                       | ТВ серија (1 еп.)      |
| 2005      | Стижу долари                        |                                             | ТВ серија (1 еп.)      |
| 2007      | Бела лађа                           | Батић                                       | ТВ серија (1 еп.)      |
| 2008      | Горки плодови                       | Обрадов колега Чајкановић Чајка             | ТВ серија (6 еп.)      |
| 2011–2012 | Цват липе на Балкану                |                                             | ТВ серија (2 еп.)      |
| 2013–2014 | Синђелићи                           | Колега са посла                             | ТВ серија (2 еп.)      |
| 2013–2015 | Звездара                            | Радник на пумпи / Инспектор                 | ТВ серија (2 еп.)      |
| 2018–2019 | Убице мог оца                       | Адвокат Мандић                              | ТВ серија (4 еп.)      |
| 2021      | Камионџије д. о. о.                 | Живојин                                     | ТВ серија (1 еп.)      |
| 2021      | Краљ (Александар од Југославије)    | Доброслав Јевђевић                          | ТВ серија (1 еп.)      |
| 2021–2022 | Династија                           | Никола Тошић                                | ТВ серија (5 еп.)      |
| 2022      | Срце злочина                        |                                             | ТВ серија (1 еп.)      |
| 2022–2023 | Игра судбине                        | Слепи Ратко / Петар Китановић               | ТВ серија (86 еп.)     |
| 2023      | Вера                                | Димитријевић                                | ТВ серија (1 еп.)      |
| 2023      | Јужни ветар: На граници             | Ровчанин                                    | ТВ серија (1 еп.)      |
| 2023–2024 | Закопане тајне                      | Јаков Додер / Здравко Радичанин             | ТВ серија (40+ еп.)    |
| 2023–2025 | Ургентни центар                     | Професор Теренци                            | ТВ серија (8 еп.)      |

## Филмске улоге
| Година | Наслов                       | Улога                  | Редитељ                                 |
| ------ | ---------------------------- | ---------------------- | --------------------------------------- |
| 1983   | Балкан експрес               | Немачки војник         | Бранко Балетић                          |
| 1988   | Како засмејати Господара     | Анте                   | Петар Зец                               |
| 1988   | Балкан експрес 2             | Немац                  | А. Ђорђевић, П. Антонијевић, М. Радовић |
| 1990   | Свето место                  | Никита                 | Ђорђе Кадијевић                         |
| 1999   | Morte di una ragazza perbene | Доктор                 | Луиђи Перели                            |
| 2000   | Небеска удица                | Немачки официр         | Љубиша Самарџић                         |
| 2000   | Тајна породичног блага       | Радник на шалтеру      | А. Ђорђевић                             |
| 2002   | Шахт                         | Бранко                 | Петар Пашић                             |
| 2022   | Златни дечко                 | Директор домаћег клуба | Огњен Јанковић                          |
| 2022   | Кротки                       |                        | Кратки филм                             |